# Charles Antoine Bourdot de Richebourg
Charles Antoine Bourdot de Richebourg (1689-1735) fue un jurista y escritor de Francia.
Charles-Antoine Bourdot de Richebourg, abogado, fue un jurisconsulto también honorable por sus méritos como por sus virtudes; el publica Coutumier général con notas, ("Histoire du barreau de Paris", por J.A.J Gaudry, París: A. Durand, 1864).

## Biografía
Charles Antoine fue abogado del Parlamento de París, y reunió grandes conocimientos jurídicos, un espíritu cultivado y un gran fondo religioso.
Como escritor, dejó varias obras de derecho como "Las costumbres generales de la Francia con las notas de Chauvelin y otros", útil colección donde se refleja que el derecho consuetudinario se compone de 598 códigos diferentes, 43 de los cuales se deben a las investigaciones de Charles-Antoine, una de las obras más exactas y más completas que se han escrito sobre esta materia.
Charles Antoine también dejó escrita una nueva edición de las Ordenanzas de Luis XIV de Francia con las de sus predecesores, escritas por Philippe Bornier, teniente particular de la villa de Montpellier, presidente de las asambleas sinodiales en Languedoc cuando la revocación del Edicto de Nantes, siendo comisario ejecutor, dejando Bornier otras obras como "Tratado de donaciones" y "Tratado de legítimas" y también dejó Charles Antoine un "Diccionario de derecho consuetudinario".
Otro Bourdot de Richebourg destacado es Claude-Etienne, nacido en París en 1699, hizo la carrera de abogado, la carrera de armas, escritor, romancero y periodista, dejando escritas las siguientes obras: "Evander et Fulvie", tragedia, París, 1726, in-12º; "Invention de la poudre" poema en tres cantos, París, 1732, in-8º; el tercer volumen de la "Histoire de la marine" los otros escritores son Torchet de Boismele y Theodore de Blois, París, A. Boudet, 3 tomos in-4º ; "Code des armes navales"; "Recherche de la religion"; "Histoire de l'eglise de Vienne", bajo el nombre de Charvet, Lyon, 1761 y fue el primer redactor de "Journal economique" de 1751 al 53.

## Obras
- Nouveau Coutumier général de France, avec les notes de Chauvelin et autres,..., París, 8 tomos en 4 v. in-folio.
- Conferences des ordonnances de Louis XIVT, París, 1729, 2 v. in-4º.
- Dictionnaire du droit coutumier
- En el Journal des savants hablan de su obra de costumbres, París: chez Noel Pissot, 1724.